# Primula reptans
Primula reptans är en viveväxtart som beskrevs av Hook. f och David Allan Poe Watt. Primula reptans ingår i släktet vivor, och familjen viveväxter. Inga underarter finns listade i Catalogue of Life.